# Privilégio cristão
Privilégio cristão é uma vantagem social que é concedida aos cristãos em qualquer sociedade historicamente cristã. Isso surge da presunção de que a crença cristã é uma norma social, o que leva à marginalização dos não religiosos e membros de outras religiões por meio de discriminação religiosa institucional ou perseguição religiosa. O privilégio cristão também pode levar à negligência do patrimônio cultural e das práticas religiosas de pessoas de outros lugares.

## Visão geral
O privilégio cristão é um tipo de privilégio de grupo dominante onde as atitudes e crenças inconscientes ou conscientes dos cristãos são vantajosas para os cristãos em relação aos não cristãos. Exemplos incluem opiniões de que crenças não cristãs são inferiores ou perigosas, ou que aqueles que aderem a crenças não cristãs são amorais, imorais ou pecaminosos. Tais preconceitos permeiam as instituições sociais, são reforçados pela sociedade em geral e têm evoluído como parte de sua história.
Lewis Z. Schlosser observa que a exposição dos privilégios cristãos quebra um "tabu sagrado", e que "existem pressões sutis e óbvias para assegurar que esses privilégios continuem a ser do domínio exclusivo dos cristãos. Esse processo é comparável ao modo como brancos e homens, segundo muitos, continuam (consciente e inconscientemente) a garantir o privilégio de seus grupos raciais e de gênero".:47
Nos Estados Unidos, as principais denominações protestantes brancas têm maiores graus de privilégio do que as denominações cristãs minoritárias. Tais grupos incluem igrejas afro-americanas, cristãos hispânicos e latinos, amish, menonitas, quacres, adventistas do sétimo dia, testemunhas de Jeová, adeptos da Igreja Ortodoxa Oriental, cientistas cristãos, mórmons e, em alguns casos, católicos.
Quando grupos dominantes dentro das sociedades colocam normas e perspectivas culturais cristãs em indivíduos com diferentes pontos de vista, essas pessoas são às vezes consideradas, em termos de justiça social, oprimidas. Essas normas podem ser impostas "a instituições por indivíduos e a indivíduos por instituições".:19 Essas normas sociais e culturais definem questões relacionadas ao bem e ao mal, à saúde e à doença, à normalidade e ao desvio e à ética normativa de uma pessoa.

## Hegemonia cristã
O conceito de hegemonia descreve as formas pelas quais um grupo dominante, neste caso principalmente cristãos, dissemina suas construções sociais dominantes como senso comum, normativas, ou mesmo universais, ainda que a maioria dos habitantes do mundo não seja cristã. A hegemonia cristã também aceita o cristianismo como parte da ordem natural, mesmo às vezes por aqueles que são marginalizados, destituídos de poder ou tornados invisíveis por ele. Assim, a hegemonia cristã ajuda a manter a marginalidade de outras religiões e crenças. De acordo com Beaman, "a oposição binária da mesmice/diferença se reflete na religião protestante/minoritária na qual o protestantismo dominante é representativo do 'normal'":321
O filósofo francês, Michel Foucault, descreveu como a hegemonia de um grupo dominante avança por meio de "discursos". Os discursos incluem as ideias, expressões escritas, fundamentos teóricos e linguagem da cultura dominante. Segundo Foucault, os discursos dos grupos dominantes permeiam as redes de controle social e político, que ele chamou de "regimes de verdade",:133 e que funcionam para legitimar o que pode ser dito, quem tem autoridade para falar e ser ouvido, e o que é autorizado como verdadeiro ou como verdade.

## Disseminação
O privilégio cristão no nível individual ocorre no proselitismo de converter ou reconverter não cristãos ao cristianismo. Enquanto muitos cristãos veem o proselitismo como uma oferta do presente de Jesus aos não cristãos, alguns não crentes e pessoas de outras religiões podem ver isso como uma imposição, manipulação ou opressão.
Instituições sociais — incluindo, mas não se limitando a órgãos educacionais, governamentais e religiosos — muitas vezes mantêm e perpetuam políticas que explicitamente ou implicitamente privilegiam e tornam invisíveis outros grupos com base na identidade social e status social.
As formas evidentes de opressão, quando um grupo dominante tiraniza um grupo subordinado, por exemplo apartheid, escravidão e limpeza étnica, são óbvias. No entanto, o privilégio do grupo dominante não é tão óbvio, especialmente para membros de grupos dominantes. A opressão em seu sentido mais amplo refere-se a restrições estruturais ou sistêmicas impostas a grupos, mesmo dentro de democracias constitucionais, e suas "causas estão embutidas em normas, hábitos e símbolos inquestionáveis, nas suposições subjacentes às regras institucionais e nas consequências coletivas de seguir essas regras".
A dominação cristã é facilitada por sua relativa invisibilidade e, por causa dessa invisibilidade, não é analisada, examinada ou confrontada. A dominância é percebida como "normal". Por exemplo, alguns simbolismos e rituais associados a feriados religiosos podem parecer livres de religião. No entanto, essa mesma secularização pode fortalecer o privilégio cristão e perpetuar a hegemonia cristã, tornando mais difícil reconhecer e, assim, contornar os requisitos constitucionais para a separação entre religião e governo.
Privilégio cristão e opressão religiosa existem em uma relação simbiótica. A opressão aos não cristãos dá origem ao privilégio cristão, e o privilégio cristão mantém a opressão aos indivíduos e comunidades de fé não cristãos.

## Críticas
De acordo com Schlosser, muitos cristãos rejeitam a noção de que eles têm algum privilégio alegando que todas as religiões são essencialmente as mesmas. Assim, eles não têm mais nem menos benefícios concedidos a eles do que os membros de outras comunidades de fé. O autor estadunidense Joshi Blumenfeld observa objeções que alguns de seus estudantes universitários levantam quando discutem o privilégio cristão como estando relacionado com a celebração de feriados cristãos. Os alunos, observa ele, afirmam que muitas das celebrações e decorações nada têm a ver com religião em si, e não representam o cristianismo, mas sim fazem parte da cultura americana — no entanto, isso pode ser considerado mais um exemplo de privilégio.[carece de fontes?]
No Estados Unidos, estudiosos e juristas debatem o escopo exato da liberdade religiosa protegida pela Primeira Emenda. Não está claro se a emenda exige que as minorias religiosas sejam isentas de leis neutras e se a cláusula do livre exercício exige que o Congresso isente os pacifistas religiosos do alistamento nas forças armadas. No mínimo, proíbe o Congresso de, nas palavras de James Madison, obrigar "os homens a adorar a Deus de qualquer maneira contrária à sua consciência".